# پکا لهتوساری
پکا لهتوساری (فنلاندی: Pekka Lehtosaari؛ زادهٔ ۱۰ فوریهٔ ۱۹۶۱) صداپیشه، کارگردان فیلم، فیلم‌نامه‌نویس اهل فنلاند است.
از فیلم‌هایی که وی در آن‌ها نقش داشته‌است، می‌توان به پسران بد و طبقات تاریک اشاره نمود.